# Río Durance
El río Durance o Duranza (en occitano Durença) es un río de Francia, afluente del Ródano por la izquierda. Nace en los Alpes a unos 1800 m sobre el nivel del mar, cerca del Mont Chenaillet, en el departamento de Altos Alpes. Desemboca en el Ródano junto a  Aviñón, tras un curso de 305 km y una cuenca de 14 225 km².
Pasa por los departamentos del Altos Alpes, Alpes de Alta Provenza (en varios tramos forma el límite entre estos dos departamentos), Var (brevemente en su extremo noroccidental), Bocas del Ródano y Vaucluse (forma el límite entre estos dos últimos). Las principales ciudades por las que pasa son Briançon, Sisteron, Cavaillon y Aviñón.
En su curso se encuentra el embalse de Serre-Ponçon, cuya construcción se inició en 1955 y finalizó en 1961, realizándose con materiales aluviales del lecho del Durance. Su aprovechamiento es tanto hidroeléctrico como para regadíos y uso recreativo.
El río Duranza fue, entre 1125 y 1271, la frontera que separaba las posesiones del condado de Tolosa (al norte del río) de las posesiones del condado de Barcelona (al sur).

## Principales afluentes

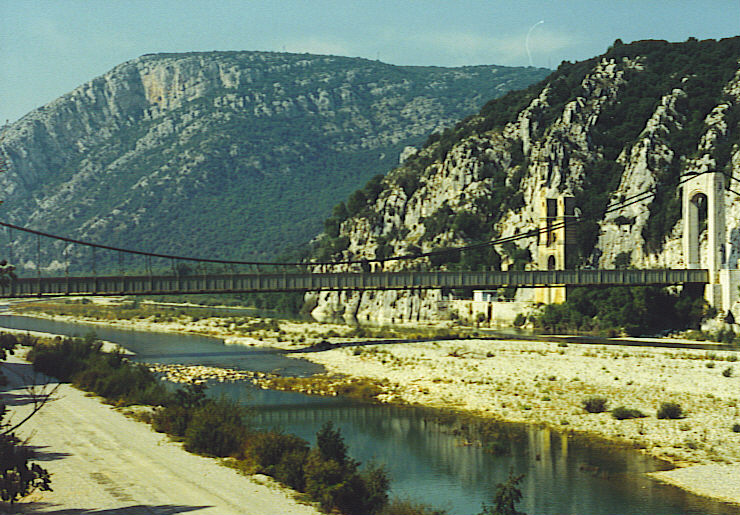
Vista del río Durance.

Los principales afluentes del río Durance son los siguientes:
- por la margen derecha:
  - río Clarée
  - río Guisane
  - Gyronde
  - Biaysse
  - Avance
  - Luye
  - Rousine
  - Buëch
  - Coulon

- por la margen izquierda:
  - Guil
  - río Ubaye
  - Vançon
  - río Bléone
  - Asse
  - río Verdon